# Jules Feller

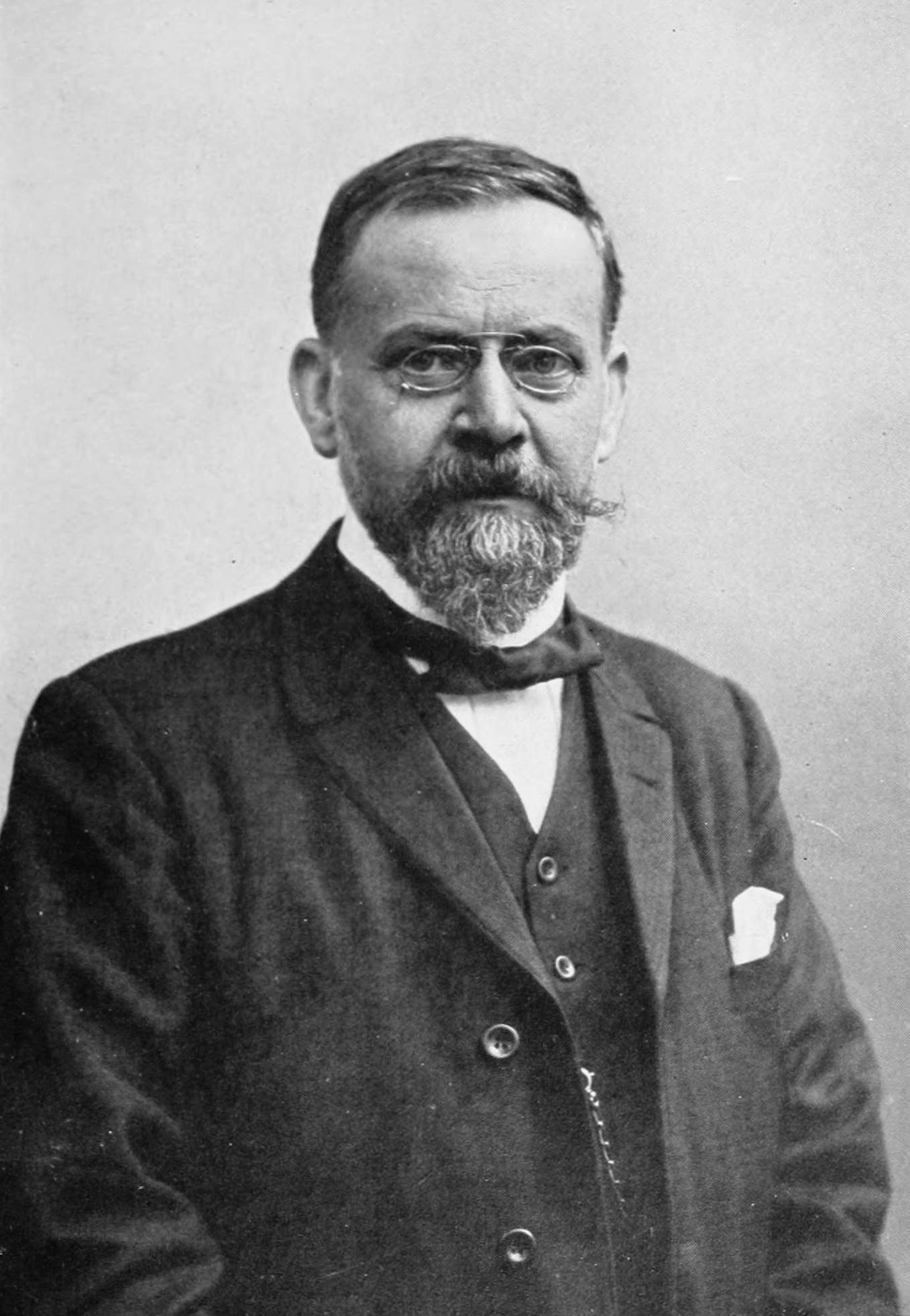
Jules Feller, 1912

Jules Feller (Roubaix, 4 november 1859 - Verviers, 29 april 1940) was een Belgisch linguïst en Waals militant.
- Bibliothèque nationale de France: cb13187820x (data)
- Gemeinsame Normdatei: 1182933203
- International Standard Name Identifier: 0000 0000 1233 6178
- Nederlandse Thesaurus van Auteursnamen: 102989095
- Réseau des bibliothèques de Suisse occidentale: 02-A003237053
- Système universitaire de documentation: 03541068X
- Virtual International Authority File: 56751542
- WorldCat: E39PBJqbqH8Tfyy8Hb8jvTjjYP